# Вокаболо Колеричо (Ријети)
Вокаболо Колеричо је насеље у Италији у округу Ријети, региону Лацио.
Према процени из 2011. у насељу је живело 20 становника. Насеље се налази на надморској висини од 310 м.